# Купянский округ
Ку́пянский о́круг (укр. Куп'янська округа) — единица административного деления Украинской ССР, существовавшая с апреля 1923 по июль 1930 года. Административный центр — город Купянск. Образован в 1923 году в составе Харьковской губернии.
7 марта 1923 года правительством УССР постановлением Президиума Всеукраинского Центрального Исполнительного Комитета № 315 от 7 марта 1923 г. была принята новая система административного деления территории Украинской Советской Социалистической республики.
Уезды и волости были заменены округами и районами.
В Харьковской губернии вместо десяти уездов было создано пять округов, а вместо 227 волостей — 77 небольших районов.
В июне 1925 года все губернии УССР были упразднены и округ перешёл в прямое подчинение Украинской ССР (со столицей в Харькове).
Согласно постановлению ВУЦИК от 3 июня 1925 года на основе решения 9-го Всеукраинского съезда Советов было ведено новое территориальное деление на всей территории УССР по принципу трёхстепенной системы управления (без губерний): округ-район-сельсовет.
В Купянском округе в 1925 году были 11 районов с населением 425 000 человек. Всего в четырёх округах (Харьковском, Изюмском, Купянском, Сумском) бывшей Харьковской губернии в её границах 1925 года были 65 районов с населением 2 861 000 человек.
13 июня 1930 года постановлением ВУЦИК и СНК УССР округ был ликвидирован, а его территория одновременно с Изюмским округом присоединена к Харьковскому округу.
После упразднения Харьковского округа его районы были переданы в прямое подчинение Украинской ССР (со столицей в Харькове).
По данным переписи 1926 года численность населения составляла 425,9 тыс. чел. В том числе украинцы — 83,7 %; русские — 15,8 %.

## Административное деление
В округе были следующие районы, в том числе переданные из Воронежской губернии:
- Великобурлу́кский (изначально — Бурлу́цкий), административный центр — Большой Бурлук;
- Волосско-Балакле́йский, админцентр — Волосская Балаклея;
- Двуреча́нский, админцентр — Двуречная;
- Каба́нский, админцентр — Кабаны (Кабанье, Луганская область);
- Кременско́й, админцентр — Кременная (Луганская область);
- Ку́пянский, админцентр — Купянск;
- Нижне-Дува́нский, админцентр — Нижняя Дуванка (Луганская область);
- Октя́брьский (укр. Жовтневий), админцентр — Октябрьское;
- Ольша́нский, админцентр — Ольшана (Купянский район);
- Покро́вский, админцентр — Покровское (Луганская область);
- Са́винский, админцентр — Савинцы;
- Сва́товский, админцентр — Сватово (Луганская область);
- Сенько́вский (укр. Синькивський), админцентр — Сеньково;
- Тро́ицкий, админцентр — Троицкое (Луганская область);
- Шевче́нковский, админцентр — Шевченково (пгт, Харьковская область).

В 1926 году в о́круге было 11 районов:
Центр — г. Купянск, районов — 11, городов — 1,
население всего: 362.841, в том числе городское — 10.223, сельское — 352.618,
Районы: Бурлуцкий (с. Бурлук), Волосско-Балаклейский (с. В.-Балаклейка), Двуречанский (с. Двуречное), Кабанский (с. Кабанье), Купянский (г. Купянск), Н.-Дуванский (с. Н.-Дуванка), Октябрьский (с. Октябрьское), Ольшанский (с. Ольшаны), Покровский (с. Покровское), Сватовский (с. Сватово), Синьковский (с. Синьково).
Всего на 1 января 1926 года в УССР находились: 41 округ и МАССР, 636 районов, 9 307 сельсоветов, 78 городов, 39 310 селений, в которых было 4 828 200 дворов.

## Исполнительный комитет Купянского окружного Совета
Председатели окрисполкома:
- 1923—1924 — Кухтин, Афанасий Прохорович (член партии с … года; годы жизни 1896—1939).
- 1926 — Ушань А. И.
- 1927 — Чекаленко Я. Т. (член партии с 1919; ?)
- 1928 — Бондаренко П. С.
- 1929—1930 — Нагорный, Иван Елисеевич (1920; 1889-?)
- 1930 — Цюпак, Александр Порфирьевич[укр.] (1919; 1896—1937).

## Купянский окружной комитет КП(б)У
Ответственные секретари:
- 1925—1926 — Майборода М. В. (1917; ?)
- 1927 — Малий, Илларион Васильевич (1917; ?)
- 1928—1929 — Кудрявцев, Сергей Андреевич (1918; 1896-?)
- 1929—1930 — Гуминский И. В. (1917; ?)
- 1930 — Антонов Г. П. (1917; ?)

## Купянский окружной отдел ГПУ
Начальники окротдела ГПУ:
- 03.1923 — 1924 — Авдеев, Иван Павлович (1920; 1896-?)
- ? — 1927 — Томкевич, Евгений Иванович (1918; 1890-?)
- 1927—1928 — Мирошниченко, Александр Григорьевич (1918; ?)
- 9.05.1928 — 18.01.1930 — Шелудченко, Матвей Иванович (1920; 1898—1940).
- 18.01.1930 — 05.1930 — Медведев, Дмитрий Николаевич (1920; 1898—1954).

## Окружная прокуратура
Прокуроры:
- 1923 — Щербаков П. Г.
- 1926 — Бондарев Н. И.
- 1927 — Василин.
- 1928 — Яссан И. С.
- 1929—1930 — Коток Я. С.

## Купянский окружной Суд
Председатели:
- 1927 — Гнездилов.
- 1928 — Змиевский М. И.
- 1929—1930 — Погоржельский Б. А.